# Trionymus modocensis
Trionymus modocensis är en insektsart som först beskrevs av Ferris 1953.  Trionymus modocensis ingår i släktet Trionymus och familjen ullsköldlöss. Inga underarter finns listade i Catalogue of Life.